# Christingle

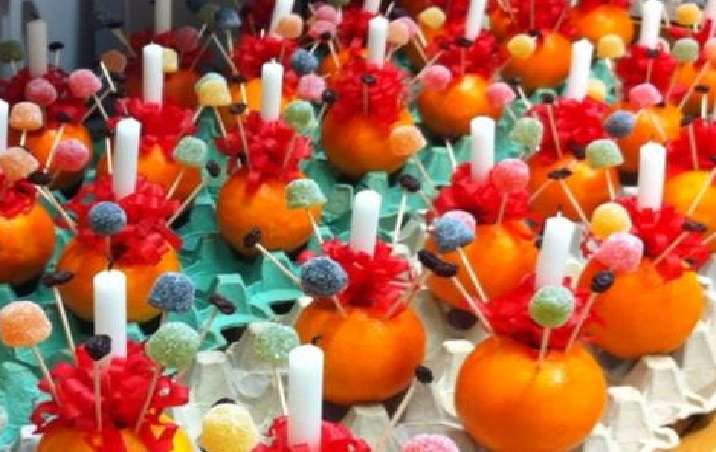
Christingles bei einem Gottesdienst der Herrnhuter Brüdergemeine

Ein Christingle ist ein symbolisches Objekt, das vor allem im englischen Sprachraum in Familiengottesdiensten im Advent verwendet wird.
Der Ursprung des Namens Christingle ist umstritten. Vielleicht leitet er sich vom alten sächsischen Wort ingle (Feuer) ab. Demnach ist es ein Christuslicht, um Jesus Christus als das Licht der Welt zu feiern. Es könnte sich aber auch von den deutschen Wörtern Christus-Engel oder Christkindel (Christkind) ableiten.
Es wird hauptsächlich im Advent und an Weihnachten, aber auch für Epiphanias (Dreikönigsfest) verwendet.

## Geschichte
Die Geschichte der Christingles kann auf den Herrnhuter Bischof Johannes von Watteville zurückverfolgt werden, der am 20. Dezember 1747 die Tradition in Deutschland begann. Bei diesem Gottesdienst in Marienborn war es nur ein rotes Band, das um eine Kerze gewickelt war. Auf diesem Band stand das Gebet „Herr Jesus, entfache eine Flamme in diesem lieben Kinderherzen“, wie auf der englischen Webseite der Herrnhuter Brüdergemeine in der Britischen Provinz erläutert wird.
Erst 1968 wurde die Tradition in Großbritannien von John Pensom erweitert und populär gemacht. Er sammelte Spenden für die Wohltätigkeitsorganisation The Children’s Society.
In den 2000er Jahren wurden jedes Jahr über 5.000 Christingle-Gottesdienste in Großbritannien abgehalten. Diese sind vergleichbar mit deutschen Familiengottesdiensten und beinhalten das gemeinsame Basteln und Singen mit den leuchtenden Christingles.

## Konstruktion
Ein Christingle besteht normalerweise aus:
- einer Orange, die die Welt repräsentiert;
- einer Kerze, die in die Mitte der Orange gesteckt und angezündet wird. Diese steht für Jesus Christus als Licht der Welt;
- einem roten Band um die Orange oder eine Papierkrempe, die um die Kerze gewickelt wird. Diese stellt das Blut Christi dar;
- getrocknete Früchte, Nüsse und/oder Süßigkeiten werden auf Stäbchen aufgespießt und in die Orange gesteckt. Sie repräsentieren die Früchte der Erde und die vier Jahreszeiten.